# Tarabitas
Tarabitas är en ort i Mexiko.   Den ligger i kommunen Tamiahua och delstaten Veracruz, i den sydöstra delen av landet, 270 km nordost om huvudstaden Mexico City. Tarabitas ligger 2 meter över havet och antalet invånare är 155.
Terrängen runt Tarabitas är mycket platt. Havet är nära Tarabitas österut.  Närmaste större samhälle är Tamiahua, 0,45 km väster om Tarabitas. 